# Лауда, Ники
Андре́ас Никола́ус (Ни́ки) Ла́уда (нем. Andreas Nikolaus „Niki“ Lauda, 22 февраля 1949, Вена, Оккупированная союзниками Австрия — 20 мая 2019, Цюрих, Швейцария) — австрийский автогонщик, трёхкратный чемпион мира в классе «Формула-1». Впоследствии спортивный менеджер, комментатор немецкого телеканала RTL, эксперт по автогонкам, председатель наблюдательного совета (англ. non-executive chairman) команды Формулы-1 Mercedes AMG.

## Ранние годы
Ники Лауда родился в Вене в богатой семье. Рано увлёкшись автогонками, он дебютировал в европейской серии «Мини», затем стал выступать в Формуле Ви, затем в сериях Порше и Шеврон. Семья Ники не разделяла его увлечения автоспортом и отказала ему в финансовой поддержке. Его карьера развивалась не очень успешно, внятных перспектив выступления в более высоких гоночных сериях у него не было. Осознав, что нужно что-то резко менять, Лауда взял большой кредит в банке и смог купить себе место в команде «Марч», выступавшей в Формуле-2, на сезон 1971 года. После успешных выступлений в Формуле-2 талант Ники был замечен владельцем команды Робином Хердом, и Лауда был приглашён выступать также в Формуле-1 (команда «Марч» выступала в двух сериях сразу). В сезоне 1972 года Ники участвовал в гонках и Формулы-2, и Формулы-1. Однако, хотя в Формуле-2 команда имела вполне конкурентоспособную машину, сезон 1972 года в Формуле-1 получился катастрофическим. Лауда был в отчаянии и хотел всё бросить, однако затем взял ещё один банковский кредит и купил себе место в команде BRM на сезон 1973 года. Он был быстр и в отдельных эпизодах показывал высокие результаты, но команду преследовали неудачи.
Талант Лауды проявился по-настоящему лишь тогда, когда его партнёр по команде BRM Клей Регаццони перешёл в 1974 году в команду Феррари, и её владелец Энцо Феррари поинтересовался у него, что он думает о Ники Лауде. Регаццони высказался положительно, и Феррари подписала контракт с Лаудой на сезон 1974 года. Это был первый сезон, когда Ники стали платить достаточную сумму, чтобы он мог расплачиваться со своими долгами.

## Карьера в Формуле-1

### Карьера в «Феррари»
Команда Феррари после неудачных выступлений в начале 1970-х годов, кульминацией которых стал провальный сезон 1973 года, была в 1974 году сформирована практически заново под руководством Луки ди Монтедземоло. Доверие, которое проявила команда к не очень известному Ники Лауде, стало быстро оправдываться — уже в своей дебютной гонке за Феррари, Гран-при Аргентины, Лауда занял второе место. Первая победа в Формуле-1, которая была также первой для Феррари с 1972 года, была завоёвана им спустя лишь три гонки, на Гран-при Испании. Однако, хотя Лауда привлёк всеобщее внимание в сезоне 1974 года, завоевав, в частности, девять поулов (из них шесть подряд), недостаток опыта и недостаточная надёжность машин Феррари привели к тому, что он смог победить ещё только один раз, на Гран-при Нидерландов, и по итогам сезона занял в чемпионате четвёртое место. В ходе чемпионата он продемонстрировал также большое усердие в тестировании и совершенствовании машин Феррари.
Сезон 1975 года начался для Лауды не очень хорошо — в первых четырёх гонках он не смог подняться выше пятого места. Но затем, начав выступать на новой машине Феррари 312Т, он выиграл четыре гонки из следующих пяти. Выиграв также последнюю гонку сезона, Гран-при США, Ники Лауда в первый раз стал чемпионом мира.
В сезоне 1976 года Лауда, напротив, сразу захватил лидерство — в первых шести гонках он одержал четыре победы и два раза занял второе место. Когда Ники одержал пятую победу на Гран-при Великобритании, он более чем в два раза опережал по количеству очков ближайшего соперника Джеймса Ханта, и казалось, что ничто не может помешать ему завоевать второй чемпионский титул. Это было бы достижением, которого никто не добивался с 1960 года, когда Джек Брэбем завоевал второй подряд чемпионский титул.
Но в следующей гонке, Гран-при Германии, проходившем на длинной трассе в Нюрбурге, Ники Лауда попал в серьёзную аварию. На втором круге гонки машина Лауды сорвалась с трассы, предположительно из-за неисправной задней подвески, ударилась в ограждение, загорелась и вылетела обратно на трассу, где оказалась на пути ехавшего сзади Брета Ланджера, который на высокой скорости врезался в машину Лауды. Ланджер смог быстро выбраться из своей машины, а Лауда оказался зажат между обломками. Ланджер, а также подъехавшие к месту аварии немного позже Артуро Мерцарио, Харальд Эртль и Гай Эдвардс пытались достать Лауду из горящей машины, но смогли это сделать не сразу. В момент аварии с Ники слетел шлем, и Лауда получил обширные ожоги головы и, кроме того, некоторое время вынужден был вдыхать токсичные продукты горения. Хотя он был в сознании и даже пытался встать после того, как его извлекли из машины, позже в больнице Лауда впал в кому, и врачи воздерживались от прогнозов, полагая, что гонщик обречён.
Однако Лауда не только выжил, но и вернулся в гонки спустя всего шесть недель после аварии, пропустив только две гонки. Полученные при аварии шрамы Лауда стал прикрывать красной кепкой Parmalat, которая стала его "визитной карточкой" для прессы и публики. При этом гонщик сделал только одну пластическую операцию по восстановлению век, а все остальные травмы головы и лица считал мелочью.
В первой же гонке после возвращения, Гран-при Италии, Лауда выступил достаточно хорошо и занял четвёртое место. Но в двух гонках в отсутствие Лауды пилот Макларена Джеймс Хант смог сократить отставание в чемпионате, а затем выиграл ещё две гонки — Гран-при Канады и США — и перед последней гонкой сезона, Гран-при Японии, отставал от Лауды лишь на три очка. В Японии Лауда квалифицировался третьим, всего на одну позицию ниже Ханта, однако гонка началась при очень сильном дожде. После двух кругов Лауда остановил свою машину и выбыл из гонки, объяснив, что продолжать её в таких условиях было слишком опасно. Джеймс Хант лидировал в течение большинства кругов, затем проколол колесо и откатился назад, но смог вновь прорваться наверх и закончил гонку на третьем месте. В результате Хант выиграл чемпионат, опередив Ники Лауду всего на одно очко.
Это решение Лауды прекратить гонку испортило его отношения с командой Феррари, которые были до этого очень хорошими. Из-за этого сезон 1977 года получился трудным для Лауды, хотя выиграть чемпионат для него не составило труда — громких побед он не одерживал, но выступал очень стабильно. В середине сезона он объявил о своём намерении покинуть Феррари после конца сезона, но сделал это даже раньше, после того, как на Гран-при Канады Феррари объявила о выступлении на третьей машине неизвестного тогда Жиля Вильнёва. В двух последних гонках сезона Ники Лауда не участвовал, но, несмотря на это, набранных очков ему хватило для того, чтобы второй раз стать чемпионом.

### Переход в «Брэбем» и пауза в карьере
В сезонах 1978 и 1979 годов Ники Лауда выступал за команду Брэбем, владельцем которой был в то время Берни Экклстоун. Значительных результатов в этих сезонах он добиться не смог. В сезоне 1978 года Лауда, одержав лишь две победы, занял в чемпионате четвёртое место. Одна из этих побед (на Гран-при Швеции) была одержана на машине Brabham BT46, использовавшей радикально новый дизайн, включавший в себя большой вентилятор, который, как утверждали создатели машины, использовался для охлаждения двигателя, но, как было позже установлено, вентилятор использовался для удаления воздуха из-под днища машины и увеличения прижимной силы. Эта машина провела лишь одну гонку, после чего использование такой технологии было запрещено. Сезон 1979 получился полностью провальным из-за постоянных технических проблем, которые преследовали команду, и Лауда смог набрать в чемпионате всего 4 очка. Перед Гран-при Канады 1979 года Лауда объявил о завершении карьеры гонщика.
В 1979 году Лауда основал свою авиакомпанию Lauda Air, занимавшуюся чартерными рейсами, и целиком сосредоточился на управлении ею. Но бизнес шёл не очень успешно, постоянно требовались новые вложения, к тому же через несколько лет Лауда посчитал, что поспешил с завершением карьеры гонщика и у него ещё есть потенциал в Формуле-1. Перед сезоном 1982 года он стал искать себе место боевого пилота в одной из команд.

### Возвращение в гонки с командой «Макларен»
Зимой 1982 года Ники Лауда провёл несколько успешных тестов за Макларен. Основной спонсор команды, бренд Мальборо, также поддержал его кандидатуру, и Макларен подписал контракт с Лаудой. В первой же гонке сезона австриец занял четвёртое место, а в третьей гонке, западном Гран-при США в Лонг-Бич, одержал победу. Но в дальнейшем сезон сложился неудачно — пять гонок Лауда не смог завершить из-за технических проблем и ещё в одной был дисквалифицирован. По итогам сезона он занял лишь пятое место в чемпионате с 30 очками.
Сезон 1983 года был ещё более неудачным для Макларена. В первых двух гонках Ники Лауда занял третье и второе места, но затем началась череда механических проблем, из-за которых закончить гонки не удавалось. Лауда смог лишь ещё дважды финишировать в очках и занял десятое место в чемпионате.
Сезон 1984 года начался противоречиво — в первых восьми гонках Лауда одержал две победы и один раз занял второе место, но остальные пять гонок не смог закончить из-за проблем с машиной. Но команде Макларен удалось к середине сезона устранить недостатки машины, и Лауда смог выступать гораздо стабильнее. Он одержал ещё три победы, три раза занимал вторые места и в итоге в третий раз в карьере выиграл чемпионат мира.
Однако сезон 1985 года снова был омрачён многочисленными техническими проблемами, и большинство гонок Ники закончить не смог. Он выиграл лишь одну из гонок и снова занял лишь десятое место в чемпионате. После этого он второй раз объявил о завершении карьеры гонщика, на этот раз окончательно.

## После завершения карьеры
После завершения карьеры в 1985 году Лауда вновь вернулся к управлению своей авиакомпанией Lauda Air. Он также прошёл обучение пилотированию гражданских самолётов и сам пилотировал некоторые из рейсов компании. В мае 1991 года один из самолётов Lauda Air разбился в Таиланде, и Ники Лауда лично принимал участие в расследовании причин катастрофы. В 1999 году он продал контрольный пакет акций крупнейшей австрийской авиакомпании Austrian Airlines и практически перестал принимать участие в управлении Lauda Air. В 2003 году он продал также остаток своей доли, однако в том же году основал другую авиакомпанию — Niki.
В 2001 году компания Форд пригласила его на должность спортивного директора команды Формулы-1 Ягуар. Под его руководством команда не смогла добиться сколько-нибудь значительного прогресса, и после сезона 2002 года Лауда покинул этот пост.
Некоторое время Ники Лауда комментировал гонки Формулы-1 и другие происходящие в автоспорте события для немецкого телеканала RTL. Он считался экспертом по автоспорту, его высказывания широко цитировались спортивной прессой.
19 июля 2008 Лауда принял участие в гонке BMW M1 Procar Revival, которую выиграл.
За период с 1976 по 1986 год Ники Лауда написал 4 книги об автоспорте и своей карьере в нём. Редактировать книги ему помогал австрийский журналист Херберт Фёлькер (нем. Herbert Völker).
В конце 2015 года приобрёл у миллиардера Ронни Печика (Ronny Pecik) австрийскую авиакомпанию Amira Air, специализирующуюся на чартерных рейсах бизнес-класса.
Ники остался в паддоке — в роли эксперта и журналиста, а потом и председателя наблюдательного совета Mercedes AMG, завоевав с командой пять титулов на этом посту.

## Болезнь и смерть
Из-за аварии на Нюрбургринге в 1976 году, Лауда вдохнул много токсичных материалов, что привело к осложнению лёгких, тогда эта ситуация не выглядела столь критичной и гонщик продолжал жить обычной жизнью, но это оставило свой отпечаток на последующих событиях.
В 1997 и 2005 годах Лауда перенёс операции по пересадке почек.
В 2018 году в начале июля после завершения Гран-при Австрии Лауда вместе с семьёй проводит несколько дней на Ибице, где простужается и начинает кашлять. В результате болезни, в августе 2018 года Лауде проводят операцию по трансплантации лёгких.
После операции по трансплантации Ники Лауда в большом количестве принимал иммунодепрессанты, чтобы избежать отторжения лёгких. В результате лекарства подавили работу иммунной системы, что сделало организм Лауды более уязвимым к различным инфекциям и привело к заболеванию гриппом.
8 января 2019 года сообщается о том что у Ники Лауды осложнения из-за гриппа.
17 января 2019 года по информации австрийской прессы, Ники Лауда покинул венский госпиталь, где проходил лечение от гриппа, чтобы не допустить осложнений, связанных с недавней трансплантацией лёгких.
25 февраля 2019 года Вальтер Клепетко, лечащий врач Ники Лауды, прокомментировал состояние здоровья трёхкратного чемпиона мира: «Сейчас с Ники всё в порядке, худшее позади, но ему нужно окрепнуть физически. Важно избежать заражений. Большое стечение зрителей представляет опасность, так что на публике будет правильно носить защитную маску. Лауда не сможет присутствовать на всех гонках, особенно на первом этапе сезона в Мельбурне — он не получил разрешения на трансатлантический перелёт».
17 мая 2019 года появилась информация, что Лауда проходил лечение в Швейцарии и не появился на Гран-при Испании, где его ожидали в паддоке.
20 мая 2019 года Лауда умер из-за осложнений после болезни.
У Лауды остались двое сыновей от первого брака с Марлене Кнаус (нем. Marlene Knaus) — Маттиас и Лукас, и восьмилетние двойняшки Макс и Миа, рождённые его второй супругой Биргит Ветцингер (нем. Birgit Wetzinger).

## Характер Лауды
Ники Лауда считался одним из самых расчётливых гонщиков Формулы-1, некоторые журналисты сравнивали его с компьютером. По его словам, он стремился всегда ездить с ясной и холодной головой и прежде всего минимизировать риск в гонках и только потом получить максимальный результат. Одним из ярких подтверждений этому стал его добровольный сход в Гран-при Японии 1976 года, который стоил ему чемпионского титула.
Лауда имел также репутацию очень честного человека, который всегда говорил то, что думает. Известен случай, когда во время тестов перед сезоном 1974 года он заявил Энцо Феррари, что построенная командой машина — «кусок дерьма», но он попробует довести её до нормального состояния в дальнейших тестах. Во время переговоров с командой Макларен при заключении контракта на 1982 год Лауда потребовал платить ему 5 миллионов долларов в год, пояснив, что за пилотирование машины он будет брать только один доллар, а остальную сумму — за своё имя.
К своим многочисленным трофеям Ники относился с иронией, считая их «ненужными». Так, после сезона 1975 года, когда он в первый раз стал чемпионом, Лауда отдал все кубки за победы в Гран-при хозяину гаража рядом со своим домом в обмен на то, чтобы его машину мыли бесплатно. Примерно так же он относился к случившейся с ним аварии — например, он однажды сказал, что после потери половины уха ему стало легче пользоваться телефоном.
Кроме того, неоднократно обсуждались неуживчивость и безмерное самолюбие гонщика. В период с 2001 по 2004 год он умудрился выжить из возглавляемой им команды Jaguar Racing двух соруководителей. Увлёкшись подковёрной борьбой, Лауда «забыл», зачем был назначен в команду. Руководство Ford также не устраивал тот факт, что Лауда совмещает руководство командой и работу комментатором RTL. В конечном итоге «подковёрные игры» Лауды и его полная несостоятельность в качестве руководителя команды привели последнюю к краху и последующей продаже концерну Red Bull GmbH.
Отличительный атрибут Лауды — красная кепка, которую он носил после аварии 1976 года на Нюрбургринге, когда получил тяжёлые травмы. На кепке австриец размещал спонсорскую рекламу. На протяжении многих лет это был логотип итальянской компании Parmalat. Затем его сменила компания Viessmann, с 2007 года свой логотип разместила компания Oerlikon, а в 2011 году Лауда подписал контракт с инвестиционной компанией Aabar. В апреле 2015 года Ники Лауда заключил новый договор о долгосрочном сотрудничестве с Novomatic group.

## Статистика стартов

### Результаты выступлений в Формуле-1

#### Результаты выступлений в чемпионате мира
| Легенда к таблице |                                                                    |
| --- | ------------------------------------------------------------------ |
| В таблице перечислены результаты всех Гран-при Формулы-1, в которых принимал участие гонщик. Строками таблицы являются сезоны, столбцами — этапы чемпионата мира. В каждой клетке указаны сокращённое название этапа и результат, дополнительно обозначенный цветом. Расшифровка обозначений и цветов представлена в нижеследующей таблице. |                                                                    |
| \| Пример \| Описание \| \| ------------ \| ------------------------------------------------------------------ \| \| 1 \| Победитель \| \| 2 \| Второе место \| \| 3 \| Третье место \| \| 5 \| Финишировал, заработав очки \| \| Сход \| Не финишировал, но при этом заработал очки \| \| 12 \| Финишировал, не получив очков \| \| НКЛ \| Финишировал, но не попал в финальную классификацию \| \| 15 \| Участвовал вне зачёта, либо по отдельной классификации \| \| 18 \| Не финишировал, но попал в финальную классификацию \| \| Сход \| Не финишировал \| \| НКВ \| Не прошёл квалификацию \| \| НПКВ \| Не прошёл предквалификацию \| \| ДСК \| Дисквалифицирован \| \| ИСК \| Исключён из протокола соревнований \| \| ТТ \| Заявлен для участия только в тренировках \| \| НС \| Участвовал в квалификации, но не стартовал в гонке \| \| Т \| Травмирован или болен \| \| ОТК \| Отказ от участия \| \| НТР \| Прибыл на соревнования, но на трассу не выезжал \| \| НПР \| Был заявлен в числе участников, но не прибыл к началу соревнований \| \| О \| Соревнования отменены \| \| \| Не участвовал \| \| Поул-позиция \| \| \| Быстрый круг \| \| |                                                                    |
| Пример | Описание                                                           |
| 1 | Победитель                                                         |
| 2 | Второе место                                                       |
| 3 | Третье место                                                       |
| 5 | Финишировал, заработав очки                                        |
| Сход | Не финишировал, но при этом заработал очки                         |
| 12 | Финишировал, не получив очков                                      |
| НКЛ | Финишировал, но не попал в финальную классификацию                 |
| 15 | Участвовал вне зачёта, либо по отдельной классификации             |
| 18 | Не финишировал, но попал в финальную классификацию                 |
| Сход | Не финишировал                                                     |
| НКВ | Не прошёл квалификацию                                             |
| НПКВ | Не прошёл предквалификацию                                         |
| ДСК | Дисквалифицирован                                                  |
| ИСК | Исключён из протокола соревнований                                 |
| ТТ | Заявлен для участия только в тренировках                           |
| НС | Участвовал в квалификации, но не стартовал в гонке                 |
| Т | Травмирован или болен                                              |
| ОТК | Отказ от участия                                                   |
| НТР | Прибыл на соревнования, но на трассу не выезжал                    |
| НПР | Был заявлен в числе участников, но не прибыл к началу соревнований |
| О | Соревнования отменены                                              |
| | Не участвовал                                                      |
| Поул-позиция |                                                                    |
| Быстрый круг |                                                                    |

| Сезон | Команда                        | Шасси  | Двигатель            | Ш | 1        | 2        | 3        | 4        | 5        | 6        | 7        | 8        | 9        | 10       | 11       | 12       | 13       | 14       | 15       | 16       | 17  | Место | Очки |
| ----- | ------------------------------ | ------ | -------------------- | - | -------- | -------- | -------- | -------- | -------- | -------- | -------- | -------- | -------- | -------- | -------- | -------- | -------- | -------- | -------- | -------- | --- | ----- | ---- |
| 1971  | STP March Racing Team          | 711    | Ford Cosworth DFV V8 | F | ЮАР      | ИСП      | МОН      | НИД      | ФРА      | ВЕЛ      | ГЕР      | АВТ Сход | ИТА      | КАН      | США      |          |          |          |          |          |     | НКЛ   | 0    |
| 1972  | STP March Racing Team          | 721    | Ford Cosworth DFV V8 | G | АРГ 11   | ЮАР 7    |          |          |          |          |          |          |          |          |          |          |          |          |          |          |     | НКЛ   | 0    |
| 1972  | STP March Racing Team          | 721X   | Ford Cosworth DFV V8 | G |          |          | ИСП Сход | МОН 16   | БЕЛ 12   |          |          |          |          |          |          |          |          |          |          |          |     | НКЛ   | 0    |
| 1972  | STP March Racing Team          | 721G   | Ford Cosworth DFV V8 | G |          |          |          |          |          | ФРА Сход | ВЕЛ 9    | ГЕР Сход | АВТ 10   | ИТА 13   | КАН ДСК  | США НКЛ  |          |          |          |          |     | НКЛ   | 0    |
| 1973  | Marlboro-BRM                   | P160C  | BRM V12              | F | АРГ Сход | БРА 8    |          |          |          |          |          |          |          |          |          |          |          |          |          |          |     | 18    | 2    |
| 1973  | Marlboro-BRM                   | P160D  | BRM V12              | F |          |          | ЮАР Сход |          |          |          |          |          |          |          |          |          |          |          |          |          |     | 18    | 2    |
| 1973  | Marlboro-BRM                   | P160E  | BRM V12              | F |          |          |          | ИСП Сход | БЕЛ 5    | МОН Сход | ШВЕ 13   | ФРА 9    | ВЕЛ 12   | НИД Сход | ГЕР Сход | АВТ НС   | ИТА Сход | КАН Сход | США Сход |          |     | 18    | 2    |
| 1974  | Scuderia Ferrari               | 312 B3 | Ferrari B12          | G | АРГ 2    | БРА Сход | ЮАР 16   | ИСП 1    | БЕЛ 2    | МОН Сход | ШВЕ Сход | НИД 1    | ФРА 2    | ВЕЛ 5    | ГЕР Сход | АВТ Сход | ИТА Сход | КАН Сход | США Сход |          |     | 4     | 38   |
| 1975  | Scuderia Ferrari               | 312 B3 | Ferrari B12          | G | АРГ 6    | БРА 5    |          |          |          |          |          |          |          |          |          |          |          |          |          |          |     | 1     | 64,5 |
| 1975  | Scuderia Ferrari               | 312 T  | Ferrari B12          | G |          |          | ЮАР 5    | ИСП Сход | МОН 1    | БЕЛ 1    | ШВЕ 1    | НИД 2    | ФРА 1    | ВЕЛ 8    | ГЕР 3    | АВТ 6    | ИТА 3    | США 1    |          |          |     | 1     | 64,5 |
| 1976  | Scuderia Ferrari               | 312 T  | Ferrari B12          | G | БРА 1    | ЮАР 1    | СШЗ 2    |          |          |          |          |          |          |          |          |          |          |          |          |          |     | 2     | 68   |
| 1976  | Scuderia Ferrari               | 312 T2 | Ferrari B12          | G |          |          |          | ИСП 2    | БЕЛ 1    | МОН 1    | ШВЕ 3    | ФРА Сход | ВЕЛ 1    | ГЕР Сход | АВТ      | НИД      | ИТА 4    | КАН 8    | США 3    | ЯПО Сход |     | 2     | 68   |
| 1977  | Scuderia Ferrari               | 312 T2 | Ferrari B12          | G | АРГ Сход | БРА 3    | ЮАР 1    | СШЗ 2    | ИСП НС   | МОН 2    | БЕЛ 2    | ШВЕ Сход | ФРА 5    | ВЕЛ 2    | ГЕР 1    | АВТ 2    | НИД 1    | ИТА 2    | США 4    | КАН      | ЯПО | 1     | 72   |
| 1978  | Parmalat Racing Team           | BT45C  | Alfa Romeo B12       | G | АРГ 2    | БРА 3    |          |          |          |          |          |          |          |          |          |          |          |          |          |          |     | 4     | 44   |
| 1978  | Parmalat Racing Team           | BT46   | Alfa Romeo B12       | G |          |          | ЮАР Сход | СШЗ Сход | МОН 2    | БЕЛ Сход | ИСП Сход |          | ФРА Сход | ВЕЛ 2    | ГЕР Сход | АВТ Сход | НИД 3    | ИТА 1    | США Сход | КАН Сход |     | 4     | 44   |
| 1978  | Parmalat Racing Team           | BT46B  | Alfa Romeo B12       | G |          |          |          |          |          |          |          | ШВЕ 1    |          |          |          |          |          |          |          |          |     | 4     | 44   |
| 1979  | Parmalat Racing Team           | BT48   | Alfa Romeo V12       | G | АРГ Сход | БРА Сход | ЮАР 6    | СШЗ Сход | ИСП Сход | БЕЛ Сход | МОН Сход | ФРА Сход | ВЕЛ Сход | ГЕР Сход | АВТ Сход | НИД Сход | ИТА 4    | КАН ОТК  | США      |          |     | 14    | 4    |
| 1982  | Marlboro McLaren International | MP4B   | Ford Cosworth DFV V8 | M | ЮАР 4    | БРА Сход | СШЗ 1    | САН      | БЕЛ ДСК  | МОН Сход | ДЕТ Сход | КАН Сход | НИД 4    | ВЕЛ 1    | ФРА 8    | ГЕР НС   | АВТ 5    | ШВА 3    | ИТА Сход | СИЗ Сход |     | 5     | 30   |
| 1983  | Marlboro McLaren International | MP4/1C | Ford Cosworth DFV V8 | M | БРА 3    | СШЗ 2    | ФРА Сход | САН Сход | МОН НКВ  | БЕЛ Сход | ДЕТ Сход | КАН Сход | ВЕЛ 6    | ГЕР ДСК  | АВТ 6    |          |          |          |          |          |     | 10    | 12   |
| 1983  | Marlboro McLaren International | MP4/1E | TAG V6t              | M |          |          |          |          |          |          |          |          |          |          |          | НИД Сход | ИТА Сход | ЕВР Сход | ЮАР 11   |          |     | 10    | 12   |
| 1984  | Marlboro McLaren International | MP4/2  | TAG V6t              | M | БРА Сход | ЮАР 1    | БЕЛ Сход | САН Сход | ФРА 1    | МОН Сход | КАН 2    | ДЕТ Сход | ДАЛ Сход | ВЕЛ 1    | ГЕР 2    | АВТ 1    | НИД 2    | ИТА 1    | ЕВР 4    | ПОР 2    |     | 1     | 72   |
| 1985  | Marlboro McLaren International | MP4/2B | TAG V6t              | G | БРА Сход | ПОР Сход | САН 4    | МОН Сход | КАН Сход | ДЕТ Сход | ФРА Сход | ВЕЛ Сход | ГЕР 5    | АВТ Сход | НИД 1    | ИТА Сход | БЕЛ НС   | ЕВР      | ЮАР Сход | АВС Сход |     | 10    | 14   |

#### Внезачётные гонки Формулы-1
| Год  | Команда                    | Шасси         | Двигатель                 | 1       | 2     | 3     | 4   | 5       | 6   |
| ---- | -------------------------- | ------------- | ------------------------- | ------- | ----- | ----- | --- | ------- | --- |
| 1972 | STP March Racing Team      | March 721     | Ford Cosworth DFV 3.0 V8  | ROC     | BRA   | INT   | OUL | REP DNS | VIC |
| 1973 | Marlboro-BRM               | BRM P160D     | BRM P142 3.0 V12          | ROC Ret | INT 5 |       |     |         |     |
| 1974 | Scuderia Ferrari SpA SEFAC | Ferrari 312B3 | Ferrari 001/11 3.0 F12    | PRE     | ROC 2 | INT   |     |         |     |
| 1975 | Scuderia Ferrari SpA SEFAC | Ferrari 312T  | Ferrari 015 3.0 F12       | ROC     | INT 1 | SUI   |     |         |     |
| 1976 | Scuderia Ferrari SpA SEFAC | Ferrari 312T2 | Ferrari 015 3.0 F12       | ROC Ret | INT   |       |     |         |     |
| 1977 | Parmalat Racing Team       | Brabham BT45C | Alfa Romeo 115-12 3.0 F12 | INT DNS |       |       |     |         |     |
| 1979 | Parmalat Racing Team       | Brabham BT48  | Alfa Romeo 1260 3.0 V12   | ROC 5   | GNM   | DIN 1 |     |         |     |

## Отражение в искусстве

### В документальном кино
- Лауда: Невероятная история (Lauda: The Untold Story; Австрия, Великобритания, 2014). Участники фильма — Ники Лауда, Марк Уэббер, Йохен Масс, Ханс-Йоахим Штук, Даниэле Аудетто[англ.], Дэвид Култхард, Льюис Хэмилтон, Джеймс Хант, Нико Росберг, Джеки Стюарт — рассказывают о мире автогонок, её истории и проблемах, о событиях связанных с катастрофой Ники Лауды в Нюрбургринге в 1976 году, что произошло в этот роковой день, какой мужественный путь прошёл Ники до выздоровления.

### В игровом кино
- 1999 — в итало-американской кинокомедии Svitati (Screw Loose), в российском прокате — «Без царя в голове», Н. Лауда — камео. Убегающий из монастыря в Ницце от полицейских главный герой (Эцио Греджо) прыгает в такси и через 4 минуты оказывается в аэропорту Монако. За рулём такси — Ники Лауда.
- 2013 год — фильм «Гонка» о противостоянии Джеймса Ханта и Ники Лауды. Роль Лауды сыграл немецко-испанский актёр Даниэль Брюль.